# Jan Václav Voříšek

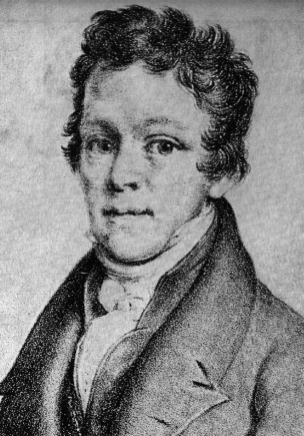
Jan Václav Voříšek

Jan Václav Voříšek (Vamberk, 11 maggio 1791 – Vienna, 19 novembre 1825) è stato un pianista, organista e compositore ceco.

## Biografia
Voříšek nacque in Boemia da padre musicista, insegnante, direttore di coro e organista. Apprese lo studio della musica in tenerissima età e fu un bambino prodigio, iniziando a suonare in pubblico all'età di nove anni..
Il padre continuò nell'insegnamento musicale avviandolo verso lo studio del pianoforte, ma nello stesso tempo fornendogli un'istruzione generale che gli consentisse l'iscrizione all'Università di Praga, dove studiò poi filosofia. Prese poi lezioni di pianoforte e composizione da Tomášek. Non trovando sufficiente lavoro a Praga, nel 1813 decise di trasferirsi a Vienna per studiare legge, sperando vivamente di incontrare Beethoven. A Vienna fu capace di migliorere moltissimo la sua tecnica pianistica, sotto la guida di Hummel, ma ancora una volta fallì nel tentativo di trovare un'occupazione a tempo pieno nel campo musicale.
Anche se Voříšek era attratto dal classicismo di Mozart, venne più intrigato dagli aspetti anticipatori del romanticismo di Ludwig van Beethoven. 
Nel 1814, appena Voříšek aveva iniziato a comporre musica, incontrò Beethoven a Vienna. Egli incontrò anche altri musicisti importanti come Louis Spohr, Ignaz Moscheles, Johann Nepomuk Hummel e specialmente Franz Schubert con il quale divenne presto amico.
Voříšek completò gli studi di legge nel 1821 e venne nominato avvocato alla Court Military Privy Councillor,  con specializzazione in affari commerciali.  Comunque, nel 1822, ottenne anche il posto di secondo organista di Corte e pose fine alla sua breve carriera legale. Nel 1824 divenne primo organista.
In breve Voříšek divenne uno stimato compositore di musica per orchestra, voce e pianoforte. Nel 1818 era già divenuto direttore d'orchestra della Gesellschaft der Musikfreunde.  
Voříšek morì prematuramente di tubercolosi nel 1825 all'età di 34 anni. Venne sepolto nel cimitero di Währing, dove in seguito furono tumultari il suo amico Schubert e il suo idolo Beethoven. Oggi il sito è un parco intitolato a Franz Schubert, e le spoglie di Schubert e Beethoven vennero traslate alla  Zentralfriedhof.

## Musica
Voříšek compose una sola sinfonia, nella tonalità di Re maggiore e scritta nel  1821, che ricorda alcuni passi delle Sinfonia n. 1 e n. 2 di Beethoven.  Fu un  rappresentante della prima musica romantica, e la sua invenzione melodica prefigurò quella di Schubert. 
Quando era Organista della Corte Imperiale, Voříšek compose una messa in Si bemolle maggiore. Assieme alla sinfonia ed alla sonata per violino in Sol maggiore, la messa è fra le composizioni di Voříšek ad essere state registrate.
L'uso noto del termine Improvviso, registrato per la prima volta in senso musicale, si trova nel 1817 in  Allgemeine musikalische Zeitung, ad indicare un pezzo per pianoforte di Voříšek. L'improvviso op. 7 di Vorisek, venne pubblicato nel 1822, e fu noto al suo amico Schubert che in seguito scrisse otto pezzi così denominati, e successivamente a Fryderyk Chopin.

## Discografia parziale
- Cedille Records (vai al cd) registrazione (CDR 90000 058) Sinfonia in Re e della Messa in Si bemolle maggiore eseguite dalla Orchestra sinfonica nazionale ceca & Prague Chamber Choir diretti da Paul Freeman
- http://www.arkivmusic.com/classical/Drilldown?name_id1=12693&name_role1=1&bcorder=1&comp_id=141064[collegamento interrotto] CD di Voříšek - Musica da camera con Violin Sonata (Praga 250204) eseguita da Kocian String Quartet
- Hyperion Records registrazione (CDA 66800) Voříšek - Sinfonia in Re - Scottish Chamber Orchestra diretta da Charles Mackerras
- Opus 111 registrazione OPS 30241 -  Fantasia Op.12, Improvvisi n. 1-6  Op.7,  Sonata in Si bemolle minore,  Variations in Si minore Op. 19 -  Olga Tverskaya (pianoforte)